# Jean Sommeng Vorachak
Jean Sommeng Vorachak (ur. 24 lutego 1933 w Ban Sian Vangtha, zm. 14 lipca 2009 w Bangkoku) – laotański duchowny rzymskokatolicki, wikariusz apostolski Savannakhet, biskup tytularny Muzuca in Proconsulari.

## Życiorys
Urodził się w Ban Sian Vangtha, w pobliżu Thakheku. Naukę pobierał w niższym seminarium duchownym w Laosie, natomiast wyższe seminarium ukończył we Francji. 29 czerwca 1963 przyjął święcenia kapłańskie i udał się na dalsze studia do Rzymu. 21 kwietnia 1997 papież Jan Paweł II mianował go wikariuszem apostolskim Savannakkhetu, przydzielając mu stolicę tytularną Muzuca in Proconsulari. Sakrę otrzymał 19 października 1997 z rąk biskupa Thomasa Khamphana. Zmarł na raka szpiku kostnego 14 lipca 2009 w szpitalu w Bangkoku.